# ISO 11446

ISO 11446 kontaktplacering

ISO 11446, ISO 11446:2004, är en internationell standard för den elektriska kopplingen mellan dragbil och släp.
Standarden specificerar bland annat dimensioner, kontaktplacering och testning för en 13-polig elektrisk anslutning för elsystem med nominell 12 volts spänning. 
I standarden ingår även en specifikation på en hållare att placera kontakten i när den är frånkopplad.